# 蒙特勒伊 (旺代省)
蒙特勒伊（法語：Montreuil，法語發音：[mɔ̃tʁœj] ⓘ）是法国卢瓦尔河地区大区旺代省的一个市镇，属于丰特奈勒孔特区。

## 地理
蒙特勒伊（46°24'29"N, 0°50'15"W）面积12.03 平方千米，位于法国卢瓦尔河地区大区旺代省，该省份为法国西部沿海省份，北起大西洋卢瓦尔省和曼恩-卢瓦尔省，西临大西洋，南至滨海夏朗德省，东部及东南部与德塞夫勒省接壤。
与蒙特勒伊接壤的市镇（或旧市镇、城区）包括：杜瓦莱方丹、维克斯、旺代河畔莱韦吕尔、旺代河畔欧谢。

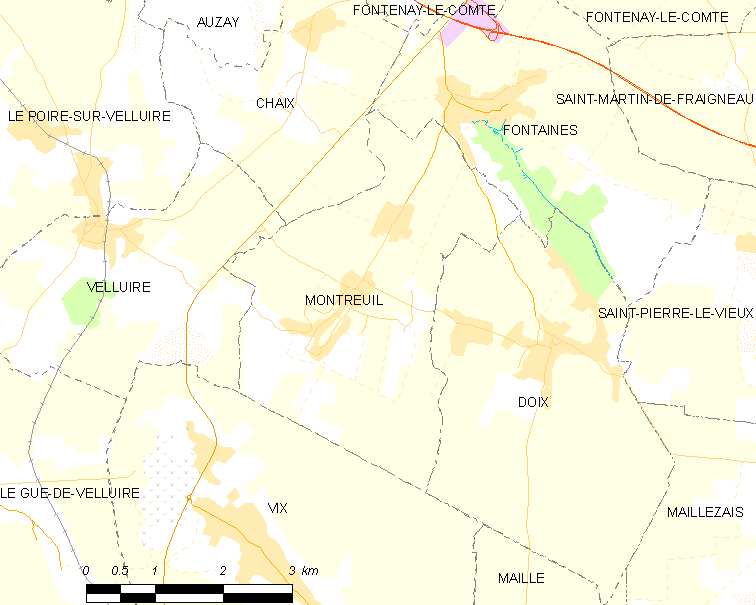
的OSM定位图

蒙特勒伊的时区为UTC+01:00、UTC+02:00（夏令时）。

## 行政
蒙特勒伊的邮政编码为85200，INSEE市镇编码为85148。

## 政治
蒙特勒伊所属的省级选区为丰特奈勒孔特县。

## 人口

1962-2008年间人口变化图示

蒙特勒伊于2022年1月1日时的人口数量为820人。